# Pierre Boël
Pierre Boël (Croix, 4 luglio 1911 – Clermont-Ferrand, 25 maggio 1968) è stato un cestista francese.

## Carriera
Giocatore dell'Olympique Lillois, ha disputato 23 partite con la Francia, vincendo il bronzo agli Europei del 1937. Ha disputato inoltre le Olimpiadi 1936 e gli Europei 1935.